# Eberhard III, Công tước xứ Württemberg
Eberhard III, Công tước xứ Württemberg (16 tháng 12 năm 1614, tại Stuttgart – 2 tháng 7 năm 1674, tại Stuttgart) là Công tước cai trị xứ Württemberg từ năm 1628 cho đến khi ông qua đời năm 1674.